# Hedera cypria
Hedera cypria är en araliaväxtart som beskrevs av Mcall. Hedera cypria ingår i släktet Hedera och familjen Araliaceae. Inga underarter finns listade.